# Ферма (Новосибирская область)
Фе́рма — населённый пункт в Мошковском районе Новосибирской области. Входит в состав Сокурского сельсовета. 
Площадь населённого пункта — 10 гектаров.

## Население
| 2002 | 2007 | 2010 |
| ---- | ---- | ---- |
| 18   | ↗21  | ↘19  |

## Инфраструктура
В населённом пункте по данным на 2007 год отсутствует социальная инфраструктура.